# Battaglia di Changsha (1911)
La battaglia di Changsha del 1911 è una battaglia della rivoluzione Xinhai.
Alcuni giorni dopo il successo della rivolta di Wuchang nell'ottobre del 1911, i rivoluzionari iniziarono a diffondere il movimento in altre grandi città della Cina a partire da Changsha nella provincia dello Hunan, non lontano da Wuhan. Le truppe Qing erano già indebolite dalla loro sconfitta a Wuchang, rendendo così facile la cattura della città.
Il 22 ottobre 1911 i membri del Tongmenghui dello Hunan erano guidati da Jiao Dafeng (焦 達 嶧) e Chen Zuoxin (陳 作 新). Condussero un gruppo armato composto in parte da rivoluzionari di Hongjiang e in parte da unità del Nuovo Esercito in una campagna per estendere la rivolta a Changsha. Quindi catturarono la città e uccisero il generale imperiale Qing locale. Quindi annunciarono l'istituzione del "governo militare dello Hunan della Repubblica di Cina" e anche la loro opposizione alla dinastia Qing e il sostegno a una repubblica cinese.